# غراهام وليامز (لاعب كرة قدم)
غراهام وليامز (بالإنجليزية: Graham Williams)‏ (2 أبريل 1938 في المملكة المتحدة - ) هو مدرب كرة قدم ولاعب كرة قدم بريطاني وويلزي في مركز الدفاع. شارك مع منتخب ويلز لكرة القدم. أما مع النوادي، فقد لعب مع وست بروميتش ألبيون ونادي ويموث.

## وصلات خارجية
- غراهام وليامز على موقع قاعدة بيانات كرة القدم.إي يو (الإنجليزية)